# 冨永信政
冨永 信政（とみなが のぶまさ、1888年（明治21年）3月23日 - 1943年（昭和18年）11月9日）は、日本の陸軍軍人、最終階級は陸軍大将。

## 経歴
東京都出身。冨永政利陸軍中佐の息子として生まれる。早稲田中学、名古屋陸軍地方幼年学校、中央幼年学校を経て陸軍士官学校を卒業。
日中戦争勃発後には、第21師団の第21歩兵団長として徐州に駐屯し治安維持に当たる傍ら蘇北作戦などにも参戦。次いで1940年（昭和15年）12月から第27師団長として天津に駐屯。
1942年（昭和17年）12月に第19軍司令官に補されインドネシアのアンボンに赴任するが現地で発病、1943年（昭和18年）11月9日に亡くなる。
死去に際しては祭資が、葬送に際しては勅使が派遣されて幣帛が下賜された。
没後、陸軍大将を贈られ、1974年（昭和49年）9月28日には勲一等旭日大綬章（戦歿者叙勲）を贈られた。

## 年譜
- 1909年（明治42年）5月27日 陸軍士官学校（21期）卒業
  - 12月 歩兵少尉・近衛歩兵第3連隊付
- 1913年（大正2年）2月 歩兵中尉
- 1919年（大正8年）7月 歩兵大尉
- 1920年（大正9年）11月22日 陸軍大学校（32期）卒業
- 1921年（大正10年）4月 陸軍歩兵学校教官
- 1923年（大正12年）1月 教育総監部課員
- 1924年（大正13年）1月 ドイツ駐在
  - 8月 歩兵少佐
- 1926年（大正15年）4月 チェコ駐在
  - 10月 歩兵学校教官
- 1928年（昭和3年）8月 歩兵中佐
- 1930年（昭和5年）8月 陸士付
- 1931年（昭和6年）8月 陸士教官
- 1932年（昭和7年）8月 歩兵大佐
- 1933年（昭和8年）8月 歩兵第59連隊長
- 1935年（昭和10年）8月 教育総監部庶務課長
- 1937年（昭和12年）8月 陸軍少将・広島陸軍幼年学校長
- 1938年（昭和13年）7月15日 第21歩兵団長
- 1939年（昭和14年）8月 陸軍公主嶺学校長
  - 10月2日 陸軍中将
- 1940年（昭和15年）12月2日 第27師団長
- 1942年（昭和17年）4月 陸軍予科士官学校長
  - 12月22日 第19軍司令官
- 1943年（昭和18年）10月15日 参謀本部附
  - 11月9日 アンボンで戦病死・陸軍大将

## 栄典
位階
- 1910年（明治43年）2月21日 - 正八位[2]
- 1913年（大正2年）4月21日 - 従七位[3]
- 1918年（大正7年）5月20日 - 正七位[4]
- 1923年（大正12年）7月31日 - 従六位[5]
- 1928年（昭和3年）9月1日 - 正六位[6]
- 1932年（昭和7年）9月1日 - 従五位[7]
- 1937年（昭和12年）9月1日 - 正五位[8]
- 1940年（昭和15年）9月16日 - 従四位[9]
- 1943年（昭和18年）
  - 1月15日 - 正四位[9]
  - 11月9日 - 従三位[10]

勲章等
- 1923年（大正12年）7月24日 - 勲六等瑞宝章[11]
- 1934年（昭和9年）2月7日 - 勲四等瑞宝章[12]
- 1939年（昭和14年）11月13日 - 勲二等瑞宝章[13]
- 1940年（昭和15年）
  - 4月29日 - 功三級金鵄勲章
  - 8月15日 - 紀元二千六百年祝典記念章[14]
- 1943年（昭和18年）3月9日 - 勲一等瑞宝章[15]
- 1974年（昭和49年）9月28日 - 勲一等旭日大綬章（戦没者叙勲）[16]

外国勲章佩用允許
- 1911年（明治44年）5月2日 - 大清帝国：三等第三双龍宝星[17]

## 親族
- 娘婿 東條輝雄